# Cairbre Nia Fer
Cairbre Nia Fer (Niafer, Niaper) era, nel Ciclo dell'Ulster della mitologia irlandese, re di Tara. Sua moglie era Fedelm Noíchrothach, figlia di Conchobar mac Nessa. Suo figlio era Erc e sua figlia Achall.
Cúchulainn uccise Cairbre nella battaglia di Ros na Ríg. Suo figlio Erc prese parte alla cospirazione che più tardi uccise Cúchulainn. Dopo aver vendicato Cúchulainn, Conall Cernach portò la testa di Erc a Tara e Achall si uccise (o comunque morì di dispiacere) per la sorte del fratello.